# L'Armentera

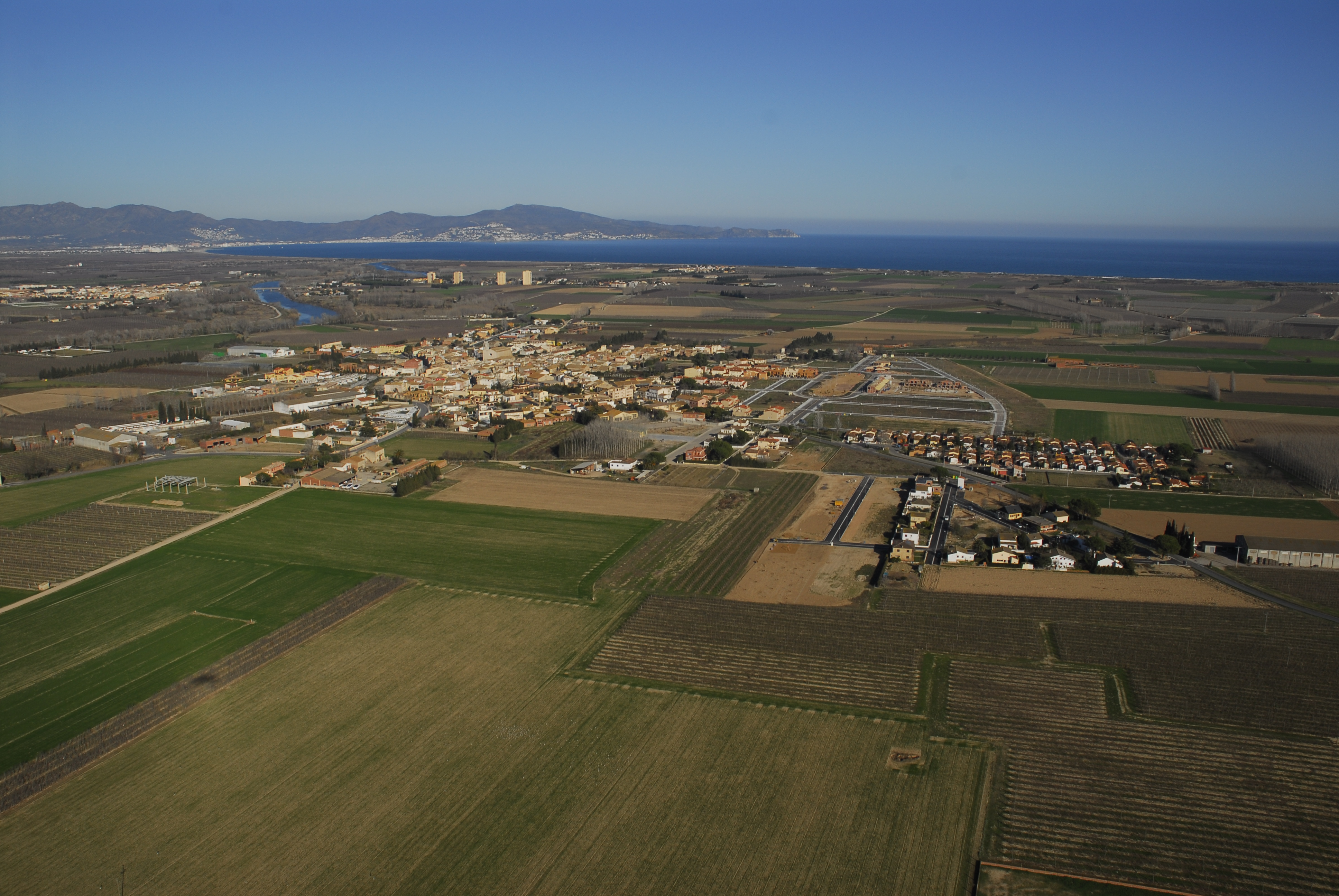
L'Armentera

L'Armentera is een gemeente in de Spaanse provincie Girona in de regio Catalonië met een oppervlakte van 6 km². L'Armentera telt 935 inwoners (1 januari 2016).

## Demografische ontwikkeling
Bron: INE, 1857-2011: volkstellingen

## Geboren in L'Armentera
- Alexandre Deulofeu (1903-1978), politicus